# Freaky Friday (película de 2003)
Freaky Friday (titulada: Un viernes de locos en Hispanoamérica y Ponte en mi lugar en España) es una película juvenil estadounidense del año 2003 protagonizada por Lindsay Lohan y Jamie Lee Curtis en los roles protagónicos. Distribuida por Walt Disney Pictures, la trama de la película se centra en una madre y su hija que a causa de un hechizo de una galleta de la fortuna intercambian cuerpos por lo que ambas deberán pasar un tiempo indefinido en el cuerpo de la otra y encontrar una manera de revertir lo sucedido. 
Esta es la tercera versión de Freaky Friday hecha por Disney, y la segunda en diez años. La película original fue realizada en 1976, y en 1995 una versión para televisión fue producido por la cadena ABC. La historia se basa en el libro homónimo de Mary Rodgers. Esta película está clasificada PG por la MPAA por leves elementos temáticos y algo de lenguaje soez.
En 2025 la secuela, Freakier Friday, fue estrenada.

## Historia
La película comienza con una madre y su hija en su historia hasta el final de esa escena donde muere el padre y la madre se queda viuda.
Anna Coleman (Lindsay Lohan), de 15 años y su madre, la Dra. Tess Coleman (Jamie Lee Curtis) son dos personas completamente distintas. Mientras Anna se pasa el día quejándose y diciendo "Arruinas mi vida", su madre se preocupa más por sus pacientes. Anna tiene una banda de la cual es guitarrista, y también la vocalista pero para su madre sólo hacen ruido. De otro lado la Doctora Coleman está a punto de casarse con su novio Ryan, lo que disgusta a Anna, pues él no es de su agrado. La joven adolescente está siempre en problemas en su escuela, a causa de que no es del agrado de su maestro de Literatura que siempre la reprueba en sus trabajos escolares sin importar cuánto se esfuerza, por lo que es castigada injustamente por su madre (quien durante su charla por su maestro diciéndole “excepto que no era calvo”), quien no está al tanto de dicho enfrentamiento personal. 
Un jueves la familia completa - compuesta por la Dra. Coleman, Anna, su hermano de 9 años Harry (Ryan Malgarini), su futuro padrastro Ryan (Mark Harmon) y su abuelo Allen Coleman (Harold Gould) - va a cenar a un restaurante chino, pero durante la cena Dra. Coleman y su hija, discuten debido a que el viernes en la noche Anna y su banda tienen una importante audición en el club "House of Blues", a la cual su madre no la deja asistir debido a que esa misma noche era su cena de ensayo para la boda. Luego ambas son interrumpidas por la madre de Pei-Pei, la dueña del restaurante que les ofrece unas "galletas de la fortuna", pero cuando cada una lee su galleta un extraño temblor ocurre en el restaurante, comenzando allí el hechizo. Cuando ambas despiertan al día siguiente, descubren que están cada una en el cuerpo de la otra, lo cual es un gran problema, ya que Anna tiene ese mismo día su audición con su banda, y su madre se casará un día después, teniendo que revertir el hechizo antes de que ocurran dichos acontecimientos. El viernes, Jake (Chad Michael Murray), un chico que le gusta a Anna y ella que se habían hablado el día anterior en Detención, entablan una relación. Entre tanto Tess descubre que el maestro de Anna era un antiguo compañero de escuela suyo que la había invitado a un baile y ella lo había rechazado, y él se desquitaba reprobando a Anna, a lo que Tess lo amenaza con reportarlo al consejo escolar. Más tarde los estudiantes tienen que dar un examen pero la enemiga de Anna, Stacey Hinkhouse (Julie Gonzalo) la delata diciendo que se estaba copiando de ella cuando en realidad le estaba mostrando un papel que decía "Me agrada que seamos amigas otra vez", Jake le ofrece a Anna terminar el examen en la Sala de Profesores y lo termina pero también borra las respuestas del examen de Stacey y escribe "Soy tan torpe" y Jake se enoja con ella y se va a su trabajo en el cual se encuentra a Anna (en el cuerpo de la Sra. Coleman) y escuchan música y pasan el tiempo hasta que Jake se enamora de ella. En la cena de Tess por su matrimonio, Tess (en el cuerpo de Anna) fue secuestrada por la banda de Anna pero son descubiertas por la seguridad y Ryan le da permiso a Anna de asistir a la audición. De inmediato, Tess es llevada al concierto cuando ellas creen que en realidad es Anna. La verdadera Anna, va al concierto y toca la guitarra por ella mientras finge que toca. Esto, sumado a un hermoso discurso que hizo Anna en el cuerpo de Tess, provocan un temblor en el lugar, haciendo que Anna y Tess regresan a sus cuerpos. A la mañana siguiente, al revertir el "hechizo" ambas deciden poder llevarse bien. En el día de la boda, Tess y Ryan se casan, Jake (quien vuelve a tener interés en Anna al verla tocar) termina saliendo con Anna (en su cuerpo original) al pensar que se parece a su madre cuando siempre fue Anna con la aprobación de Tess. Luego la banda de Anna también toca en la boda. La madre de Pei-Pei intenta dar a Harry y el abuelo Alan galletas de la fortuna cambia cuerpos cuando discuten, pero Pei-Pei las confisca en el último momento (abordando al suelo).

## Diferencias
En la película original de 1976, y la versión de 1995, el padre de Anna está vivo. En esta versión murió tres años antes (según lo declarado por Tess Coleman durante su boda). También, a diferencia de la película original, se muestra una explicación para el cambio de cuerpo.

## Tagline
- Every teenager's nightmare... turning into her mother! ("La pesadilla de todo adolescente... convertirse en su madre!")
- Get Your Freak On

## Reparto
| Actor                  | Personaje                        |
| ---------------------- | -------------------------------- |
| Jamie Lee Curtis       | Dra. Tess Coleman / Anna Coleman |
| Lindsay Lohan          | Anna Coleman / Tess Coleman      |
| Mark Harmon            | Ryan                             |
| Harold Gould           | Abuelo Allen Coleman             |
| Chad Michael Murray    | Jake                             |
| Stephen Tobolowsky     | Mr. Elton Bates                  |
| Christina Vidal        | Maddie                           |
| Ryan Malgarini         | Harry Coleman                    |
| Haley Hudson           | Peg                              |
| Lucille Soong          | Madre de Pei-Pei                 |
| Rosalind Chao          | Pei-Pei                          |
| Willie Garson          | Evan                             |
| Dina Waters            | Dottie Robertson                 |
| Julie Gonzalo          | Stacey Hinhouse                  |
| Christina Marie Walter | Amiga de Stacey                  |
| Chris Carlberg         | Ethan, el baterista              |
| Danny Rubin            | Scott, el bajista                |

## Recepción
La película fue un éxito de taquilla, obteniendo un total de US$160,245,980. Las críticas fueron en su mayoría positivas y la película recibe actualmente una "B" en Yahoo! Películas, un 88% "Certificado frescas" de aprobación en Rotten Tomatoes, y una puntuación de 6.6/10 en Imdb.
Jamie Lee Curtis fue nominada para un Globo de Oro (como Mejor actriz principal-Musical/Comedia) por la interpretación de Tess Coleman.

## Reconocimiento
Ganadores
- 2004 – MTV Movie Award Mejor Actriz Revelación para Lindsay Lohan
- 2004 – Teen Choice Awards for Choice Breakout Movie Star – Female para Lindsay Lohan
- 2004 – Teen Choice Award for Choice Hissy Fit para Lindsay Lohan
- 2004 – Phoenix Film Critics Society Awards para Mejor Película Juvenil
- 2004 – BMI Film Music Award para Rolfe Kent

Nominados
- 2003 – Satellite Award para mejor actriz dramática para Jamie Lee Curtis
- 2004 – Globo de Oro a la mejor actriz - Comedia o musical para Jamie Lee Curtis
- 2004 – Saturn a la mejor película de fantasía
- 2004 – Saturn a la mejor actriz para Jamie Lee Curtis
- 2004 – Saturn Award a la mejor interpretación de un actor/actriz joven para Lindsay Lohan
- 2004 – Saturn al mejor guion para Heather Hach & Leslie Dixon
- 2004 – Critics Choice Award for Best Family Film – Live Action
- 2004 – Phoenix Film Critics Society Awards para la Mejor Película Juvenil
- 2004 – Teen Choice Awards for Choice Movie – Comedy
- 2004 – Young Artist Awards for Best Performance in a Feature Film – Leading Young Actress para Lindsay Lohan
- 2004 – Young Artist Awards for Best Performance in a Feature Film – Young Actor Age Ten or Younger para Ryan Malgarini

## Secuela
En octubre de 2022, Jamie Lee Curtis expresó su entusiasmo por hacer una secuela de Freaky Friday junto a Lindsay Lohan después de revelar que los dos todavía estaban en contacto cuando un fanático le preguntó si estaba dispuesta a explorar más la historia de la película durante un evento en México. Después de que la noticia de su declaración creara revuelo en línea, Curtis reveló en The View unos días después que ya se había puesto en contacto con Disney al respecto y compartió un posible lanzamiento. En el mes siguiente, Lohan también expresó interés en regresar para una secuela con Curtis si Disney proponía una nueva película, afirmando que la amaba y que le encantaría volver a trabajar con la gente de la película original si tuviera la oportunidad.
En noviembre de 2022, Curtis dijo que estaban en conversaciones con el estudio y que "ambos estaban comprometidos con él", pero "es Disney quien debe hacerlo y creo que están interesados y estamos hablando", y también comentó que la película de 2003 es considerada un clásico por su nostalgia entre el público que creció viéndola [33] y ella esperaba volver a hacerlo. En diciembre de 2022, Curtis declaró que ella y Lohan volverían a estar juntas y sugirió que esencialmente estaban esperando la luz verde del estudio. En febrero de 2023, Curtis reiteró que el proyecto "va a suceder".
En mayo de 2023, de acuerdo con el medio estadounidense The Hollywood Reporter, dicha secuela se realizará con las protagonistas, Lee Curtis y Lohan.
El 14 de marzo de 2025 se lanzó el primer tráiler, confirmando la fecha de estreno de Freaky Friday 2 en cines de Estados Unidos, para el 8 de agosto de 2025.